# Dawud (profeet)
Dawud (Arabisch: داود) is in de islam een profeet en boodschapper die door God werd gezonden naar de Bani Isra'iel (Israëlieten). Dawud is in het jodendom en christendom bekend als David.
Dawud is een van de profeten van wie de naam voorkomt in de Koran. Hij zou van de stam Yahuda komen. In de Koran (Soera De Koe 251) wordt melding gemaakt van zijn gevecht tegen de reus Djalut (Goliath). Dawud diende op dat moment het leger van Taloet (Saul) en doodde de reus Djalut met een weggeslingerde steen. God wilde hiermee aan de Israëlieten duidelijk maken dat het geloof in God doorslaggevender is dan fysieke sterkte. God gaf aan Dawud wijsheid en veel bezit. Zo leerde God hem het maken van een harnas, om de Israëlieten tegen het geweld van de oorlog te beschermen.
Nadat Taloet was komen te overlijden, werd hij opgevolgd door Dawud. Hij kreeg van God zowel de regering als het profeetschap. De Israëlieten hebben hun meest bloeiende tijdperk ten tijde van de regering van Dawud beleefd. Hij veroverde Jeruzalem en maakte het de hoofdstad voor zichzelf. Dawud was zowel een profeet als koning. Dit was aan hem als een zegen gegeven. Hij regeerde 40 jaar over de Israëlieten waarna hij overleed. Zijn zoon Sulaiman (Salomon) volgde hem op. Hij kreeg van God het profeetschap.
Dawud zou de funderingen voor de Rotskoepel in Jeruzalem hebben gelegd.

## Vasten
Dawud vastte één dag en daarna één dag weer niet. In de Hadith zou Mohammed dit de beste manier van vasten noemen ("vasten van Dawud").

## Zaboer
Dawud kreeg een boek van God, de Zaboer (Psalmen). Moslims geloven dat de hedendaagse Psalmen in het Oude Testament niet de authentieke Psalmen is die aan Dawud werd geopenbaard.